# Hogesnelheidswolk

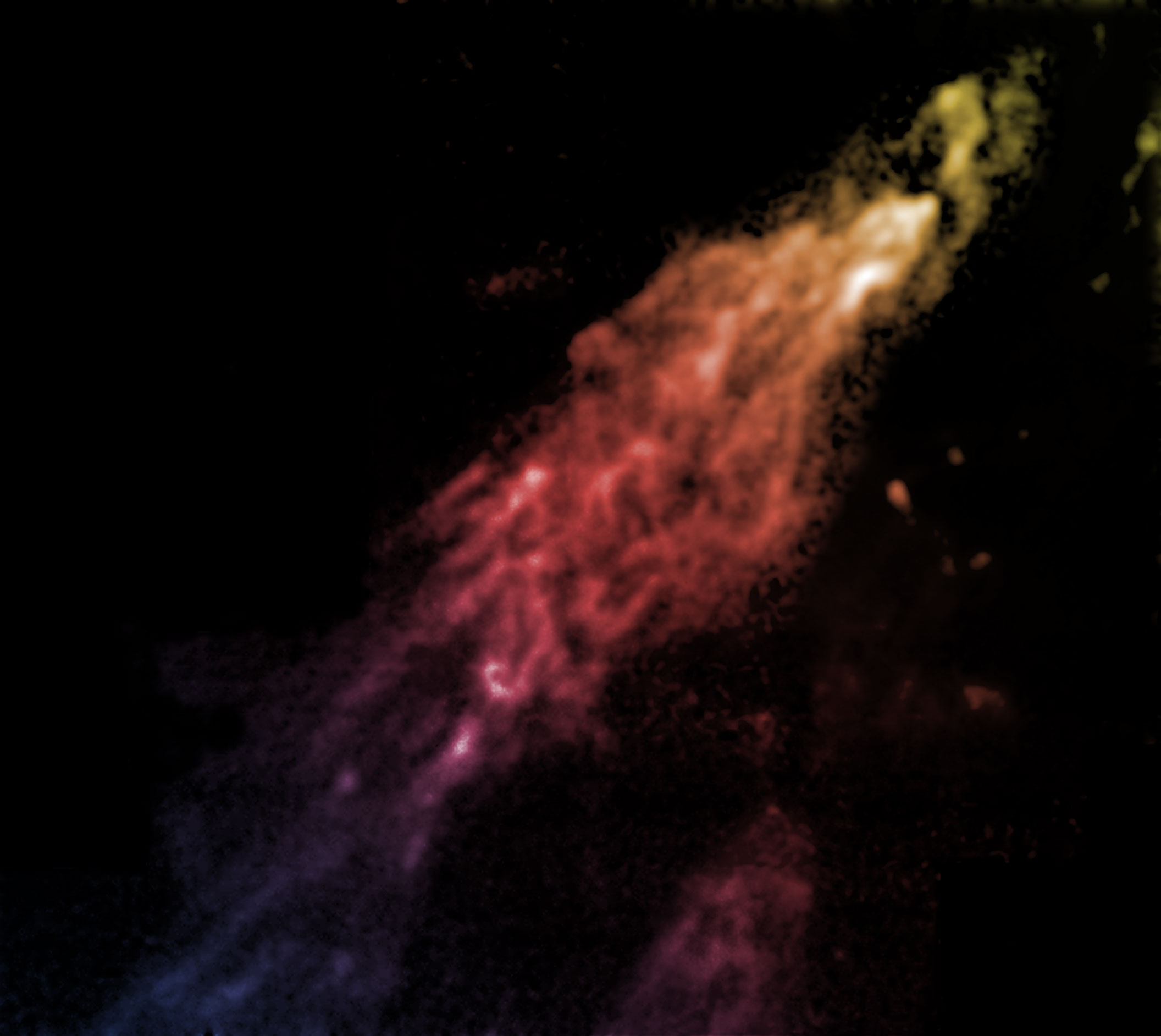
De verdeling van waterstofgas in Smith's Cloud gemeten door de Green Bank Telescope. De lengte van de wolk is ongeveer 8 graden.

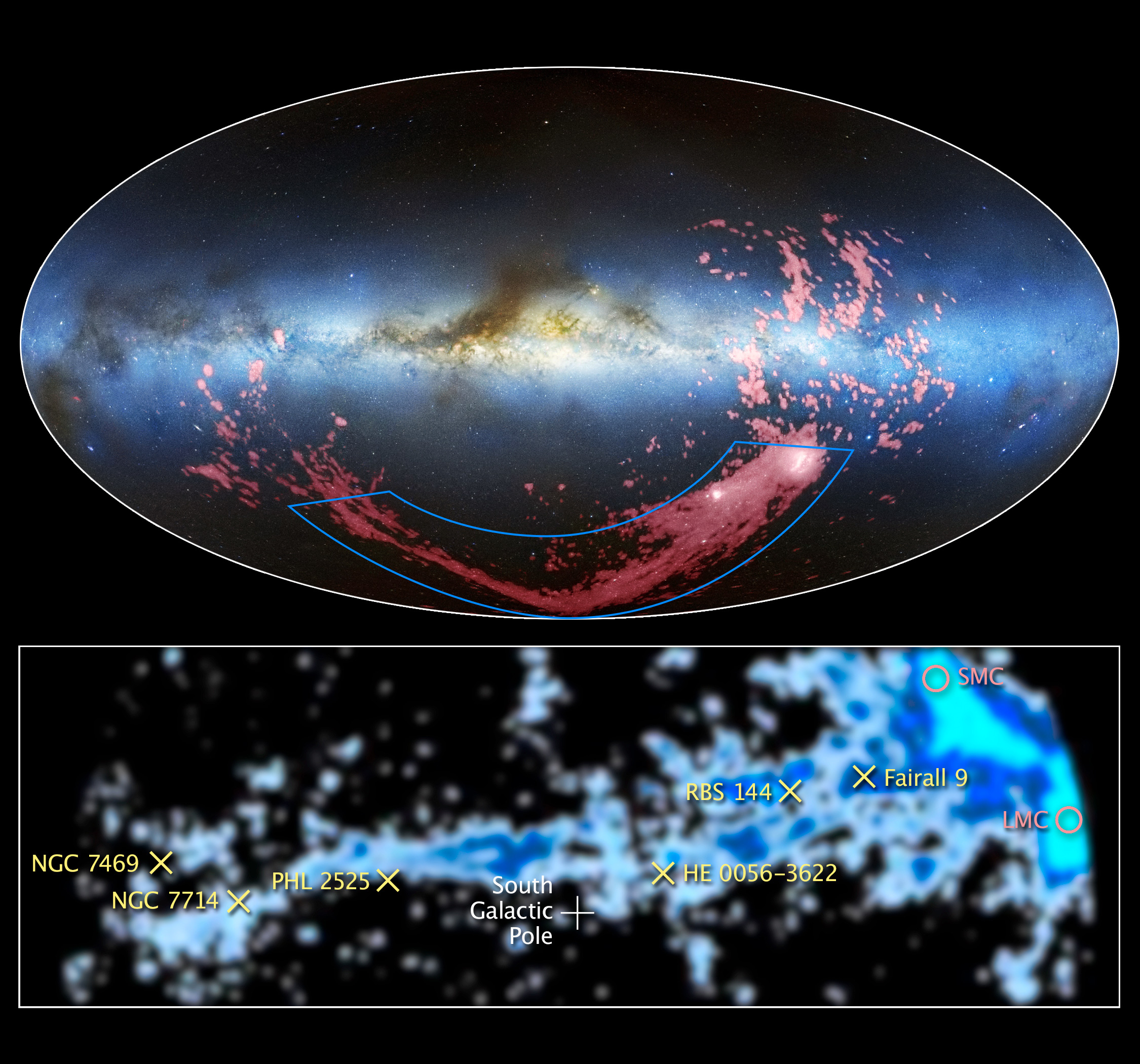
Boven: De Magelhaense Stroom (roze) links van de Magelhaense Wolken (wit) met een foto van de Melkweg. Rechtsboven de Wolken is de Leading Arm. Onder: Metingen van waterstofgas in de Magelhaense Stroom.

Hogesnelheidswolken (High-velocity clouds (HVC's)) zijn wolken van neutraal waterstof die gevonden worden in de halo van het Melkwegstelsel en in andere sterrenstelsels. Ze hebben radiële snelheden ten opzichte van de Local Standard of Rest (Vlsr) groter dan 90 km/s (sommigen gebruiken een waarde van 80 km/s) en kunnen massa's hebben van enkele miljoenen zonsmassa's en zich uitstrekken over een groot gebied aan de hemel.
HVC's zijn belangrijk voor de studie van de evolutie van het Melkwegstelsel omdat zij een groot deel van de baryonische materie in the galactische halo bevatten. Als deze wolken op de galactische schijf vallen voegen zij materie toe aan de reeds aanwezige interstellaire materie die sterren kunnen vormen. Daardoor kan de hoeveelheid stervorming (Star formation rate) in het Melkwegstelsel constant blijven.
De oorsprong van HVC's is nog onduidelijk. Geen enkele theorie verklaart alle HVC's in het Melkwegstelsel. Echter sommige HVC's ontstaan waarschijnlijk bij interacties tussen het Melkwegstelsel en satellietsterrenstelsels zoals de Grote en Kleine Magelhaense Wolk die de HVC vormde die Magelhaense Stroom genoemd wordt.

## Ontdekking
Nadat Guido Münch in 1952 absorptielijnen van calcium met grote radiële snelheid had ontdekt in de richting van sterren op hoge galactische breedte, werd het bestaan van een galactische corona met mogelijk daarin dichtere waterstofwolken werd voor het eerst theoretisch besproken door Lyman Spitzer in 1956. Het hete gas van de corona zou daarbij het dichtere gas moeten verhinderen te ontsnappen. Op voorstel van Jan Hendrik Oort zocht Ernst Raimond vanaf 1959 met de Dwingeloo Radiotelescoop naar dit waterstofgas. Nadat eerdere metingen geen succes hadden ontdekten Christiaan Alexander Muller, Oort, en Raimond in 1963 met behulp van waarnemingen van de 21cm-lijn van waterstof enkele wolken op hoge galactische breedte (ongeveer 40 graden) met grote (>100 km/s) radiële snelheid. Twee van deze gebieden werden Complex A en Complex C genoemd. In hetzelfde jaar ontdekte Gail Bieger-Smith met dezelfde telescoop het object dat nu bekend staat als Smith's Cloud. Wolken met een snelheid groter dan 90 km/s werden High-Velocity Cloud genoemd, terwijl objecten met snelheid tussen 35 en 90 km/s Intermediate-Velocity Cloud (IVC) genoemd werden. De meeste HVC's hebben een negatieve snelheid, wat wijst op een beweging in de richting van het galactisch vlak.
In 1965 ontdekte Nannielou H. Dieter soortgelijke wolken in de buurt van de zuidelijke galactische pool. Nader onderzoek van onder andere Wannier en Wrixon in 1972 toonde aan deze wolken zich uitstrekten over een lengte van 60 graden en een snelheid hadden tot -400 km/s. In 1974 noemden Mathewson en Cleary deze wolk, die leek op een keten van HVC's, de Magellanic Stream (Magelhaense Stroom).
Met de Radiotelescoop Dwingeloo zijn daarna verschillende surveys gedaan van neutrale waterstof in het Melkwegstelsel, waarvan verschillende gericht waren op de studie van HVC's, onder andere door.Aart Hulsbosch. In 1988 verscheen een complete survey van de noordelijke hemel door Hulsbosch en Bart Wakker en samen met een studie van het zuidelijk halfrond door Esteban Bajaja et al. (1985) leidde dit tot een meer compleet beeld van de verdeling van HVC's over de hemel. Een van de meest complete surveys van neutraal waterstof in het Melkwegstelsels is de HI4PI survey, uitgevoerd met de Radiotelescoop Effelsberg en Parkes Observatory.
Met behulp van metingen met grote optische telescopen is aan het eind van de jaren 1990 voor het eerst de afstand tot HVC's en het metaalgehalte in het gas bepaald worden.
In 1988 zijn HVC's ontdekt in het sterrenstelsel Messier 101 door Thijs van der Hulst en Renzo Sancisi. Later werden ook HVC's gevonden in vele andere sterrenstelsels.

## Naam
Hogesnelheidswolken worden vaak aangeduid met HVC gevolgd door de galactische coördinaten en de radiële snelheid. Een voorbeeld is HVC 127-41-330.

## Eigenschappen

### Multifasestructuur
HVC's vormen de koudste en dichtste componenten van de galactische halo. Echter, de halo zelf heeft ook een multifasestructuur: deze bevat koud en dicht neutraal waterstof met temperaturen van minder dan 10.000 K, warm en heter gas met temperaturen tussen 104 K en 106 K, en heet geïoniseerd gas met temperaturen van meer van dan 106 K. Daardoor kunnen koude wolken die door de diffuse halo bewegen geïoniseerd worden dppr het hetere gas. Daardoor kan een gebied van geïoniseerd gas ontstaan in een HVC dat omgeven wordt door neutraal gas. De aanwezigheid van de interactie van koud en heet gas in de halo volgt uit waarnemingen van absorptielijnen van O-VI (5-voudig geïoniseerd zuurstof).

### Afstand
De omvang van HVC's wordt gedefinieerd door de verdeling van de emissie aan de hemel van gas met een bepaalde snelheid. Wanneer hun afstand bekend is kunnen andere parameters berekend worden, zoals hun grootte, massa, dichtheid, en druk. De meeste HVC in het Melkwegstelsel hebben een afstand tussen 2 en 15 kpc (6500 - 49000 lichtjaar), en een z-hoogte (de afstand tot het galactisch vlak) van minder dan 10 kpc (32.600 lichtjaar). De Magelhaense Stroom en de Leading Arm hebben een afstand van ongeveer 55 kpc (179.000 lichtjaar) nabij de Magelhaense wolken en strekken zich mogelijk uit tot een afstand van 100-150 kpc (326.000 - 489.000 lichtjaar).
De beste methode om de afstand van HVC's te bepalen maakt gebruik van spectra van sterren in de halo met een bekende afstand. Als een wolk zich voor de haloster bevindt, vertoont het spectrum absorptielijnen; als de wolk zich achter de ster bevindt, vertoont het spectrum geen absorptielijnen. De H en K lijnen van Ca II (geïoniseerd Calcium) bij 396,8 en 393,4 nm en/of lijnen bij 589,2 en 589,8 nm van Na I (neutraal Natrium) worden hiervoor gebruikt. Op deze wijze zijn afstanden bepaald voor bijna alle bekende grote HVC complexen met behulp van halo sterren die geïdentificeerd zijn in de Sloan Digital Sky Survey.

### Spectrale eigenschappen
Hogesnelheidswolken worden gewoonlijk gedetecteerd op radio en optische golflengten, maar voor hetere HVC's zijn ultraviolette of röntgenwaarnemingen nodig. Wolken die bestaan uit neutraal waterstofgas worden gedetecteerd via de 21-cm lijn. De buitenkant van HVC's is soms geïoniseerd door externe straling of door de beweging van de HVC door diffuus halogas. Dit geïoniseerde gas kan gedetecteerd worden door H-alpha emissielijnen en door ultraviolette absorptielijnen. Heter gas in HVC's vertoont O VI, Si IV, en C IV lijnen (van meervoudig geïoniseerd zuurstof, silicium of koolstof).

### Abundanties
De abundantie van elementen zwaarder dan Helium is in Complex A en C 10–30% van de abundantie in de Zon. Die van stikstof in Complex C is slechts 1/50 van de zonneabundantie. Dit suggereert dat het gas in HVC's nog niet verrijkt is door materiaal dat ontstaat in latere fasen van de evolutie van sterren.

### Temperatuur
De lijnbreedte van de meeste HVC's duiden op een warm, neutraal medium van ongeveer 9000 K, maar het lijnprofiel suggereert ook dat de wolken deels bestaan uit koel gas met een temperatuur van minder dan 500 K.

### Massa
De maximale kolomdichtheid van HVC's (1019 cm−2) en typische afstanden van 1–15 kpc resulteren in schattingen van de totale massa van HVC's in het Melkwegstelsel van ongeveer 7.4x107 zonsmassa's. Als gas in de Magelhaense Stroom en de Leading Arm wordt meegenomen zou de massa 3x108 {\displaystyle M_{\odot }} groter zijn (ongeveer 30-50% van de HI massa van het Melkwegstelsel).

### Grootte
De ruimtehoek van HVC's ligt tussen 103 graden2 en de resolutie van de waarnemingen. De kleinste HVC's worden (Ultra-)Compact High Velocity Clouds ofwel (U)CHVC's genoemd. Metingen gedaan met hoge resolutie laten zien dat grotere HVC's opgelost worden in kleinere structuren. De HI emissie van HVC's in het Melkwegstelsel bedekt ongeveer 37% van de hemel. De meeste HVC's waarvan de afstand bekend is hebben een grootte tussen 2 en 15 kiloparsec.

## Levensduur
Koude wolken die door een diffuse halo bewegen hebben een geschatte overlevingstijd van enkele honderden miljoenen jaren als er geen mechanisme is dat voorkomt dat ze uit elkaar vallen. Deze tijd hangt hoofdzakelijk af van de massa van de wolk, maar ook van de dichtheid, de dichtheid van de halo en de snelheid van de wolk. HVC's in de galactische halo worden afgebroken door de Kelvin-Helmholtz instabiliteit (een instabiliteit op het grensvlak van twee fluïdums die met verschillende snelheden stromen). De inval van wolken kan energie doen dissiperen, met als gevolg een verwarming van het halo medium. Het feit dat de gasvormige halo een multifasestructuur heeft kan doen suggereren dat er een voortdurende cyclus is van afbraak en koeling van HVC's.
De aanwezigheid van magneetvelden waardoor HVC's afgeschermd worden kan de afbraak van HVC's verhinderen, evenals de aanwezigheid van donkere materie, waarvoor echter geen aanwijzingen zijn. Het meest waarschijnlijke mechanisme is een dynamische afscherming die de Kelvin-Helmholtztijd doet toenemen. Bij dit proces is de koude, neutrale binnenkant van HVC's afgeschermd door een warmere, minder dichte buitenkant, waardoor de snelheid van HVC's lager wordt vergeleken met hun omgeving.

## Oorsprong
Sinds hun ontdekking zijn verschillende modellen voorgesteld om de oorsprong van HVC's te verklaren. Echter de waarnemingen in het Melkwegstelsel doen suggereren dat HVC's waarschijnlijk op verschillende manieren zijn ontstaan. Dit wordt ook afgeleid uit het feit dat de meeste simulaties van elk model enkele eigenschappen kunnen verklaren, maar niet alle eigenschappen.

### De hypothese van Oort
Jan Oort ontwikkelde een model om HVC's te verklaren als gas dat is overgebleven na de vorming van het sterrenstelsel. Als dit gas zich zou bevinden aan de rand van het gebied wat onder invloed is van de zwaartekracht van het Melkwegstelsel zou het gedurende miljarden jaren teruggetrokken worden naar de schijf van het Melkwegstelsel en erop terugvallen als HVC's. Het model van Oort verklaart de chemische samenstelling van het Melkwegstelsel goed. Als er niet zulke toevoer van waterstofgas zou zijn, zouden opvolgende generaties sterren het interstellaire medium verrijken met grotere abundanties van zwaardere elementen. Echter sterren in de omgeving van de zon tonen ongeveer dezelfde abundantie, ongeacht de leeftijd van de ster. Dit staat bekend als het G dwerg probleem. HVC's zouden deze waarnemingen kunnen verklaren doordat de toevoer van dit gas de abundantie van zwaardere elementen zou verminderen.

### Galactisch fontein
Een alternatieve theorie stelt dat gas wordt uitgestoten uit het Melkwegstelsel en daarna terugvalt als de waargenomen HVC's. Verschillende mechanismes worden hiervoor genoemd, maar de meest gebruikelijke verklaring van het galactische fontein is dat verschillende supernova explosies grote (super)bellen met materiaal uitstoten. Doordat dit gas uit de schijf wordt gestoten zou de samenstelling eender moeten zijn aan die van de schijf. Dit zou zulk gas uitsluiten als de bron van HVC's, maar zou kunnen duiden op de oorsprong van IVC's (die een grotere abundantie van metalen hebben).

### Accretie van satellietstelsels
Wanneer dwergsterrenstelsels zich bewegen door de halo van een groter sterrenstelsel kan het gas van het interstellaire medium in het dwergstelsel daaruit verwijderd worden door getijdekrachten en ram pressure. Aanwijzingen voor dit model van het ontstaan van HVC's komt van waarnemingen van de Magelhaanse Stroom en de Leading Arm in de halo van het Melkwegstelsel. Beide bevatten gas dat afkomstig is uit de Grote en Kleine Magelhaense Wolk. Een deel van het gas werd afgeremd in hun baan en vormde de Stroom, terwijl een ander deel versneld werd en de Leading Arm vormde (die uit een groot aantal aparte wolkjes bestaat). Dit model van accretie zou ook de aanwezigheid van aparte HVC's verklaren, maar de meeste HVC's lijken niet geassocieerd te zijn met een dwergstelsel.

### Donkere materie
Een ander model, dat voorgesteld werd door David Eichler en later door Leo Blitz, gaat ervan uit dat de wolken zeer massief zijn en zich bevinden in de ruimte tussen sterrenstelsels. Ze zouden ontstaan als baryonische materie zich verzamelt bij concentraties van donkere materie. De aantrekking door de zwaartekracht tussen de donkere materie en het gas zou de stabiliteit van de wolken in de intergalactische ruimte verklaren. Toen echter de afstand van de meeste HVC's konden worden bepaald, kon deze theorie worden uitgesloten.

## Galactische evolutie
De oorsprong en het lot van het gas in de halo van een sterrenstelsel is gerelateerd met de evolutie van dit stelsel. HVC's en IVC's zijn een belangrijke component van de structuur van een spiraalstelsel. Deze wolken zijn van belang bij de beschouwing van de hoeveelheid stervorming in een sterrenstelsel (de Star Formation Rate, SFR). Het Melkwegstelsel bevat ongeveer vijf miljard zonnemassa's aan materiaal beschikbaar in de schijf, terwijl de SFR 1–3 {\displaystyle M_{\odot }} per jaar is. Modellen van de chemische evolutie van het Melkwegstelsel tonen dat ten minste de helft van deze hoeveelheid doorlopend aangevoerd moet worden met materiaal met een laag metaalgehalte om de huidige waargenomen structuur te verklaren. Zonder deze accretie zou het huidige materiaal in de schijf bij de waargenomen SFR slechts genoeg zijn voor hoogstens enkele miljarden jaren.
Modellen resulteren in een maximale instroom van gas in HVC's van 0,4 {\displaystyle M_{\odot }} per jaar. Dit is veel minder dan de hoeveelheid die nodig zou zijn volgens de evolutionaire modellen. Het is dus mogelijk dat de hoeveelheid gas in de schijf van het Melkwegstelsel en de SFR zullen verminderen totdat meer gas instroomt.